# جيمي كوكو
جيمي كوكو (بالفرنسية: Jimmy Coco)‏ هو منافس ألعاب قوى فرنسي، ولد في 28 نوفمبر 1972 في لزابيم في فرنسا.

## وصلات خارجية
- جيمي كوكو على موقع الاتحاد الدولي لألعاب القوى (الإنجليزية)
- جيمي كوكو على موقع الاتحاد الفرنسي لألعاب القوى (الفرنسية)